# 우리신학연구소
사단법인 우리신학연구소는 1994년에 설립된 가톨릭 평신도 중심의 신학연구소이다. 

## 연혁
- 1994. 01 우리신학연구소 창립총회, 서울(연남동)과 인천(송림동신협)에 사무실 개설
- 1995. 서울 사무실 이전(수유리 쌍문동)
- 1996. 04 사단법인 우리신학연구소 창립총회
- 1996. 10 서울, 인천 연구실 통합 이전(합정동)
- 1998. 05 연구소 이전(합정동 사무실)
- 2000. 07 연구소 이전(정동 프란치스코회관)
- 2003. 11 연구소 이전(당산동)
- 2004. 04 우리신학연구소 열돌 감사 잔치
- 2005. 02 아시아신학연대센터 신설
- 2008. 01 배움터 ‘울림’, 청소년센터 ‘숨’ 신설
- 2009. 03 가톨릭뉴스 지금여기 창립
- 2009. 11 우리신학연구소 열다섯돌 감사 잔치

## 학술활동
- 1995. 11 제1회 심포지엄 “현 단계 가톨릭 통일사목의 과제와 전망”
- 1998. 04 제2회 심포지엄 “IMF 시대의 사목환경 변화와 교회의 역할” 개최
- 1998. 08 국제 심포지엄 개최 : "아시아 경제 위기와 교회의 역할"
- 1999. 04 제3회 심포지엄 “한국 가톨릭교회 이대로 좋은가?” 개최
- 2004. 06 FABC 제8차 총회 준비를 위한 국제포럼
- 2005. 10 사목헌장 반포 40주년 기념 국제 강연회
- 2009. 05 이크미카 국제포럼 - 아시아에 살아계신 성체
- 2009. 06 종교간 대화를 위한 디딤돌-걸림돌 선정 좌담회
- 2009. 09 주교회의 복음화위 세미나 발표
- 2010. 05 아시아신학연대센터 대중 강연회 - 아시아의 눈물: 생태위기와 가난한 이들의 고통
- 2010. 11 G20 서울 정상회담 의제에 대한 가톨릭 경제학자 · 신학자 국제 워크숍

## 출판물

### 신학총서
| - 우리신학 1호(2002년) - 우리신학 2호(2003년) - 우리신학 3호(2004년) | - 우리신학 4호(2005년) - 우리신학 5호(2007년 봄) - 우리신학 6호(2007년 가을) | - 우리신학 7호(2008년 봄) - 우리신학 8호(2009년) - 우리신학 9호(2010년) |

### 종교 간 대화 총서
- 종교간대화총서 1권 <대승불교, 그리스도를 말하다>(존 키난 저 / 황경훈 역)
- 종교간대화총서 2권 <텅 빈 충만: 空의 하느님?(존 캅,크리스토퍼 이브스 편 / 황경훈, 류제동 역)

### 신학저널
- <우리신학> 링크 보관됨 2018-09-02 - 웨이백 머신

### 우리 작은책
- 첫번째 우리작은책: <가톨릭근본주의의 도전>
- 두번째 우리작은책: <깨물지 못한 혀 - 한국천주교회의 원죄, 그리고 교회언론>

### 기타
- <갈라진 시대의 기쁜소식> 링크 보관됨 2018-09-02 - 웨이백 머신

## 같이 보기
- 가톨릭평론 링크 보관됨 2018-09-02 - 웨이백 머신
- 가톨릭뉴스 지금여기